# Каппадокійська мова (грецька)
Каппадокійська мова (також каппадокійська грецька, каппадокійський діалект; грец. καππαδοκική διάλεκτος) (SIL: CPG) — умовне найменування кількох груп діалектів, якими розмовляла населення внутрішніх районів Малої Азії (особливо в історичній області Каппадокія) в середні віки та новий час. У грецькомовних джерелах розглядається як діалект грецької.
Каппадокійська мова — своєрідна група залишкових діалектів та/або говірок середньогрецької (візантійської) мови Малої Азії. Битва при Манцикерті призвела до втрати контролю Візантії над Малою Азією і заселення цих районів тюрками (див. «Турки»). Місцеве грецьке і елінізоване населення було в значній мірі асимільоване (див. «Караманліди»), а мова нечисленного сільського населення, що зберегла здатність розмовляти по-грецьки, зазнала сильної тюркізації. Так виникла каппадокійська мова, яка зникла остаточно лише після того, як у 1922—1923, було проведено Греко-турецький обмін населенням.
Каппадокійську мову не слід вважати греко-турецьким піджином або якоюсь лінгва франка регіону, де після XII століття абсолютно переважала османська мова, а до цього візантійська мова плюс інші мови (курдська мова, вірменська мова). Історія та типологічний розвиток каппадокійської мови багато в чому нагадує історію румунської. Остання розвинулася на основі розмовної латини при потужному письмовому та усному слов'янському впливові і адстраті інших мов (грецька, угорська, німецька тощо). Каппадокійська подібним же чином розвинулася з ранньовізантійських діалектів при сильному османському впливі. Більш того, носії мови зберігалися в регіоні протягом 1071—1923 рр., тобто понад 850 років, а можливо і довше.

## Історія
Історія каппадокійської мови загалом зрозуміла. Детальніший аналіз мови показує, що грецька мова в регіоні з'явилася після завоювань Олександра Македонського. Але тоді, найімовірніше, еллінізації зазнала лише місцева еліта. Основна маса населення продовжувала використовувати місцеві мови і діалекти (арамейську, курдську тощо). Знання грецької мови дещо поліпшилося за часів панування Римської імперії і особливо в ранньовізантійський період 6-8 століть, коли в регіон, головним чином з Іонії, прибувають грецькі колоністи, що склали пізніше військово-селянський стан акритів. І все ж вони становлять не більше третини мешканців регіону, де проживають також курди та вірмени, що зберігають свої мови і володіють грецькою лише на базовому рівні. Саме тому в ході тюркських навал, грецька швидко перестає виконувати функції лінгва франка регіону. Водночас тюркізація була особливо сильною в містах, що раніше були майже повністю грецькомовними, оскільки саме туди і спрямував основний потік тюркських мігрантів, які прагнули створити плацдарм для майбутньої турецької держави.
Грецька мова тому краще і довше збереглася саме у віддалених гірських селах і селищах, де асиміляційний тиск був менше. Водночас контакти між жителями різних грецьких сіл поступово зводяться до нуля, хоча всі каппадокійські говірки, як і раніше зближує їх загальне походження з іонійської грецької мови ранньовізантійського періоду і сильна турецька інтерференція. Письмові пам'ятники каппадокійською мовою вкрай нечисленні, що й не дивно. Більшість носіїв середньогрецької перейшли на турецьку буквально за одне-два покоління, а решта було або повністю двомовними, або добре володіли турецькою мовою як другою. При цьому перші свідоцтва про мову відносяться головним чином тільки до сельджуцького періоду 13 ст, коли ще не всі греки встигли до кінця освоїти турецьку мову. Саме тоді в глосах тюрксько-перських поем, які писав Джалаледдін Румі, який проживав в Іконіумі (Конья), а також його син Султан-Веледа, грецька мова записується арабікою, практично без позначення голосних, а тому документи вкрай важкі в прочитанні (останнє видання Дедеса більш вдало). Цікаво, що попри це турецька мова вже потурчених греків, що зберігають православ'я, записується грецькою абеткою. Мірою оволодіння класичною турецько-османською мовою, відпадає необхідність навіть у таких адаптованих текстах.

## Наукові дослідження
Невелику кількість мовців виявлено в 2005, в Північній і Центральній Греції. Головним чином це пасивні носії мови 40-50 років, чиї дідусі та бабусі переселилися до Греції з Каппадокії в 1920-х роках.

## Ареал
У міру наростання османської присутності, каппадокійсько-візантійське наріччя XI століття піддавалося все більшому османському впливу і в міру становлення мови, її колись суцільний ареал перетворився на декілька ізольованих один від одного грецьких сіл і селищ, розкиданих в Малій Азії, з найбільшою концентрацією в селах біля міста Кайсері.

## Діалекти
- Північно-східний (селища Сінасос, Потаміа і Делмесо)
- Північно-західний (Силата, Анаку, Флоїта, Малакопі)
- Центральний (Аксо, селище Місті, наразі відомий як Конаклі (провінція Нігде, Туреччина))
- Південно-західний (Араван, Гурзоно, Фертек)
- Південно-східний (Улуагач, Семендере)
- Фарасіотський: діалект міста Фараса, село Девелі поруч з Кайсері, селища Афшар-Кею, Чукурлу, які швидше нагадують понтійську мову
- село Сілле біля м. Конья. Сама Конья (грец. Іконії, лат. Іконіум) колись виконувала функції столиці сельджуків (Конійський султанат), який навіть самі турки називали Грецький султанат (досл. Діяр-і Рум). Більшість греків у самому місті, проте, швидко, за одне-два покоління, перейшли на турецьку мову.

## Загальна характеристика
Унікальність каппадокійської мови полягає в тому, що вона демонструрує наочний приклад формування так званої контактної мови (не плутати з піджином). Більш того, індоєвропейська за походженням, вона зазнала перебудови під неіндоевропейським впливом. При цьому через двомовність основної маси носіїв вона демонструє типову рису білінгвів — прагнення звести фонетичні, граматичні та семантичні відмінності між двома неспорідненими мовами до мінімуму, зберігши при цьому тільки звукову диференціацію «оболонок» слів.
Як і слід було очікувати, споконвічні (грецькі) елементи каппадокійської мови мають ранньовізантійське, а іноді й зовсім античне (давньогрецьке) походження, а тому досить архаїчні. Так, каппадокійські присвійні займенники mó (n), só (n) тощо, розвинулися з давньогрецьких εμός, σός тощо. Каппадокійський імперфект формується за допомогою суфікса -ішк- з античноіонійського діалектного суфікса — (і)ск-.

### Тюркський вплив
Тюркський вплив поступово стає всеосяжним і простежується на всіх рівнях. При цьому слід враховувати, що місцева грецька мова регіону підпадає під вплив саме місцевих діалектів турецького Караман, близьких до азербайджанської мови, а не літературної османської мови Константинополя, чим пояснюється поява в каппадокійській відкритого голосного звуку ə на кшталт азербайджанської мови. У каппадокійський з'являються також типово тюркські голосні: и, ö, ü і тюркські приголосні б, д, г, ш, ж, ч, джь (хоча деякі з них розвинулися згодом і в новогрецькій, але в результаті інших процесів). Спостерігається тяжіння до дотримання типово тюркської гармонії голосних.
У морфології греко-балканська тенденція (Балканський мовний союз) до постпозиції деяких традиційно препозіціонних індоєвропейських елементів (порівняйте новогрец. «о эма-му» букв. Це кров-моя з українським «моя кров») під впливом турецької отримує подальший розвиток у формі аглютинативного відмінювання і поступової втрати (нейтралізації) категорії роду іменників:
- однина: то нéка «жінка» (сер. род) при новогрец.: «і йінека» (жін. рід)
- род. відмінок: нéка-й-і,
- множина.: нéкес,
- род. відмінок: нéкез-і.

Під впливом турецької розвивається морфологічне маркування категорії визначеності у знахідному відмінку. Аглютинація набуває поширення і в дієслівних формах, де плюсквамперфект «íрта тон» «Я вже прийшов до того моменту в минулому» (букв." я прийшов був ") (Делмесо) копіює турецьке «гельміш іді» (> гельмішті). Хоча каппадокійська в цілому і зберігає індоєвропейський синтаксис, у пізній усній традиції стартує тенденція до поступового зміщення в бік типово турецького порядку слів у реченні Підмет — Доповнення — Присудок (Див. порядок слів у реченні) з усіма її типологічними корелятами (суфіксація).

## Фонетичні риси
У фонетичному плані каппадокійська грецька, носії якої були головним чином двомовні, демонструє природну тенденцію до повного уподібнення звукової системи відповідно до канонів тюркської мови взагалі і турецької ідіоми середньовічної Анатолії зокрема. При цьому античні і ранньовізантійські архаїзми в ньому поєднуються з інноваціями іншомовного (турецького) походження.
1. Як і понтійська мова, каппадокська зберігає звук [е] замість сучасного новогрецького -η-[і]: πεγάδ 'замість «πηγάδι» (пегас замість пігасі), χελυκό / θελυκό з «θηλυκό» (хеліко з хіліко) , ψε(λ)ό з «ψηλός» (псело з псілос)). Феномен пояснюється в першу чергу збереженням архаїзму часів античного койне. (Пізньовізантійське койне XII—XIII століття не торкнулося Каппадокію через ізоляцію місцевих греків після тюркської навали 1071 року).
2. Під впливом неіндоевропейскої турецької мови, перебудовується система приголосних, особливо зникають або піддаються мутації типові середньогрецькі звуки типу β, γ, δ, θ, χ (трансліт.: в, г, 8, 0, х), яких не було в тюркській мові того часу. Так, турецькій особливо чужі міжзубні δ, θ. У результаті в каппадокійській маємо: (dιάολους з «διάβολος» (дьяолус з 8іаволос «диявол»), 'ναίκα з «γυναίκα» (нека з йінека «жінка»), βόι з «βόδι» (вої з во8і), στάη <εστάθη (стаї з еста0і), άυρου «άχυρο» (ауру з ахиро), τύρα <θύρα (тиру з 0іра), τροωdού <τραγω-δώ (трооду з тагу8о)), які переходять у близькі їм зубні [д] і [т] або випадають.
3. Палаталізація κ, τ в [ц/ч], а також χ в [ш] перед фонемами /e, i/ (τούτšη 'з «τούτη» (тучи з туті), πšυšή з «ψυχή» (Пшиш з психи «душа»), έρšιτι «έρχεται» (ершіті з ерхете), τšέφος з «κέλυφος» (чефос з келіфос), šιώνα «χελώνα» (шьона з хелона), τšερdίζω з «κερδίζω» (чердізо з кер8ізо), а також своєрідне трактування групи [ст]: Шон, шин, ша з «στον, στην, στα» «в»).
4. Збереження архаїчного ранньовізантійського наголосу на і (λ.χ. ποίος, καρdία, βοηθεία, χαρτίο, τšερία — п'іос, кард'іа, воі0'іа, харт'іо, шер'іа замість відповідного новогрецького пь'ос, кардь'я, во'і0ья, х'артіо, х'ерья «χέρια»).
5. Перехід звуку λ в звук близький польському [ł] і англійському [w] (у вкраїнській зустрічається як дефект звуку л), а також звуки /a, o, u/ в залежності від положення в слові: (γουώσσα «γλώσσα» глосса з глоса «мова»; κωστή «κλωστή» кості з клості, πουάω «πουλώ» пуао з пуло).
6. Перебудова внутрішніх голосних згідно з турецьким законом гармонії звуків (Сингармонізм), у тому числі і в споконвічній грецькій лексиці (όρομα «сон» <όραμα, [ором] з [орами], γκαζαντού [газанду] «κερδίζω» <тур. казанмак (новогрецьке καζαντίζω [казандізо]), γκəσμέτ '[гəшметт] «вдача» <τур. кісмет «, ντüšüντώ» дюшюндо "<тур. «дюшюнмек» «бачу», при повній парадигмі дієвідміни наведеної тут-ές,-έ, αντί-άς,-ά).
7. Посилення придиху (аспірації) приголосних [т], [д], [к] у всіх позиціях на кшталт турецької мови. Подібне явище демонструє також кіпрський діалект грецької мови.

## Лексичні риси
Лексика каппадокійської мови, як і її граматика, відмінна від лексики новогрецької з низки причин. З часом вона все більше насичується турцизмами, персизмами і арабізмами. При цьому і на початковому етапі свого формування (11 століття) лексичний склад діалекту істотно відрізняється від майбутніх новогрецьких діалектів майже повною відсутністю середньовічних запозичень з італійської, слов'янських мов, балканської латини (аромунська мова), албанської мови через географічну віддаленість Каппадокії. Можна припустити що роль субстрату тут грала арамейська мова, а адстрату — індоєвропейська курдська мова, вірменська мова, циганська мова, а також неіндоевропейска арабська мова. Виокремлюють наступні риси лексики:
1. Збереження архаїзмів античного і ранньовізантійського періоду: δάρα/ζάρα [дару/зара] «зараз» <εδάρε (порівн. новогрецьке Τώρα), μέτερ '[метерь] <ημέτερος [іметерос], ταυρώ [тавро] <віз. ταύρος [таврос] при новогрец. ταύρος [тавро] «τραυώ», ορτό «правда» < античн. [траво] «τραυώ», ορτό «правда» <антична. ορθόν при новогрец. αλήθεια, ήωμα «μεγάλο καρφί» < ήλωμα). αλήθεια, ήωμα «μεγάλο καρφί» <ήλωμα).
2. Своєрідна ідіоматічность і переосмислення. («απ' το cιφάļ' τ'» [ап' то чифауи'т] «з початку» букв. «з тієї голови» при новогрец. «από την αρχή», άλειμμα при новогрец. «βούτυρο», ψυšή (пшиши) — «життя», букв. «душа» за станд. новогрец. «ζωή», ωμός у знач. «άπειρος», παρεδούμαι у знач. «παντρεύομαι» (минулий час παρεδόθα), τšοιμίζω у знач. "ρίχνω κάτω (κοιμίζω) ".
3. Численні турецькі запозичення, цілі пласти яких проникають навіть в самі базові елементи мови. При цьому використання турцизмів часто носить індивідуальний і/або географічний характер: ίρι [ірі] «великий» (<тур. іри — iri) при новогрец. «Μεγάλος», πασχά [паска] «інший» (<тур. Башка — baska «голова») при новогрец. «Άλλος»; σεξέντα [сексекнда] (<тур. сексен — seksen), «вісімдесят» при новогрец. «Ογδόντα»; χεμέν [хемен] «терміново» (<тур. хемен — hemen) при новогрец. «αμέσως»; χερίφος [херіфос] <тур. херіф — herif при новогрец. «σύζυγος». «Σύζυγος».